# THE スナイパー
『THE スナイパー』（ザ・スナイパー）は、ディースリー・パブリッシャーより発売されたPlayStation用ゲーム。SIMPLEシリーズの一作である。開発はSOL、ベストメディア。

## 概要
消防士のハリー・C・スペンサーは、マフィアの関わる偽札事件に巻き込まれ、婚約者を殺されてしまう。その後に訓練を受けて狙撃技術を身に付けたハリーは復讐のため、謎の女性「CA」の協力のもとマフィアの関係者を狙撃していく。ハリーの声優には池田秀一が起用されており、彼の独白がこの物語の肝となっている。
12万本を売り上げるヒットとなったが、ゲーム内容についての評価はSIMPLEシリーズ中でもあまり高くない。後に続編『THE スナイパー2』が発売されている。

## ゲームシステム
街中の指定されたポイントから時間内にターゲットを探し、ライフル銃で狙撃を行う。全8ステージの序盤はどこかに待機しているターゲットを見つけさえすれば簡単に狙撃を成功できるが、このターゲットを発見する過程こそが本作のポイントの1つである。また、ライフルの銃弾が異常に遅いため、歩いているターゲットや走っているターゲットに関しては命中までの時間を計算し（距離によっても差が生じる）、予想されるターゲットの移動ルートを上手く狙うことが要求される。
ストーリーモードのほか、街中に佇むマフィアを狙うプラクティスモードも存在する。

## キャスト
- ハリー・C・スペンサー：池田秀一
- C・A：千葉道子
- グロリア・シルバーバーク：池田雪乃
- スタンリー・ジョーンズ：大原崇
- ガブリエル・アミテージ：菊池銀次郎
- アビー：堤悠紀子
- マフィア：田中天

## その他
- 元消防士のハリーが狙撃手になるまでのストーリーが妙に詳細だが、これは全て文章のみで説明されている。
- ターゲットはなぜか全員街の外に現れる。パッケージのように窓ガラス越しに狙撃するシーンは存在しない。
- 街じたいもターゲット以外ほとんど人間の姿が見えず、ゴーストタウンのような印象を与える。
- テレビ番組風の構成となっており、全ステージに同一のオープニング・エンディング映像が挿入され、池田秀一の読み上げる次回予告後に次のステージに進む。
- 慣れると狙撃は一瞬で終わり、デモシーンやオープニング・エンディングのほうが遥かに長い時間がかかる（カットは可能）。
- クリア後、セーブデータが2周目となるが、内容に変化はない。しかし2周目クリア後、3周目に大きな変化が生じる仕組みとなっている。この事実は『THE スナイパー2』のゲーム中でも知ることができる。